# غيلبرت بيكر
غيلبرت بيكر (بالإنجليزية: Gilbert Baker)‏ هو سياسي أمريكي، ولد في 5 سبتمبر 1956 في موناهانز في الولايات المتحدة. حزبياً، نشط في الحزب الجمهوري. وقد انتخب عضو مجلس ولاية أركنساس.